# Sveriges bidrag till Oscar för bästa internationella långfilm

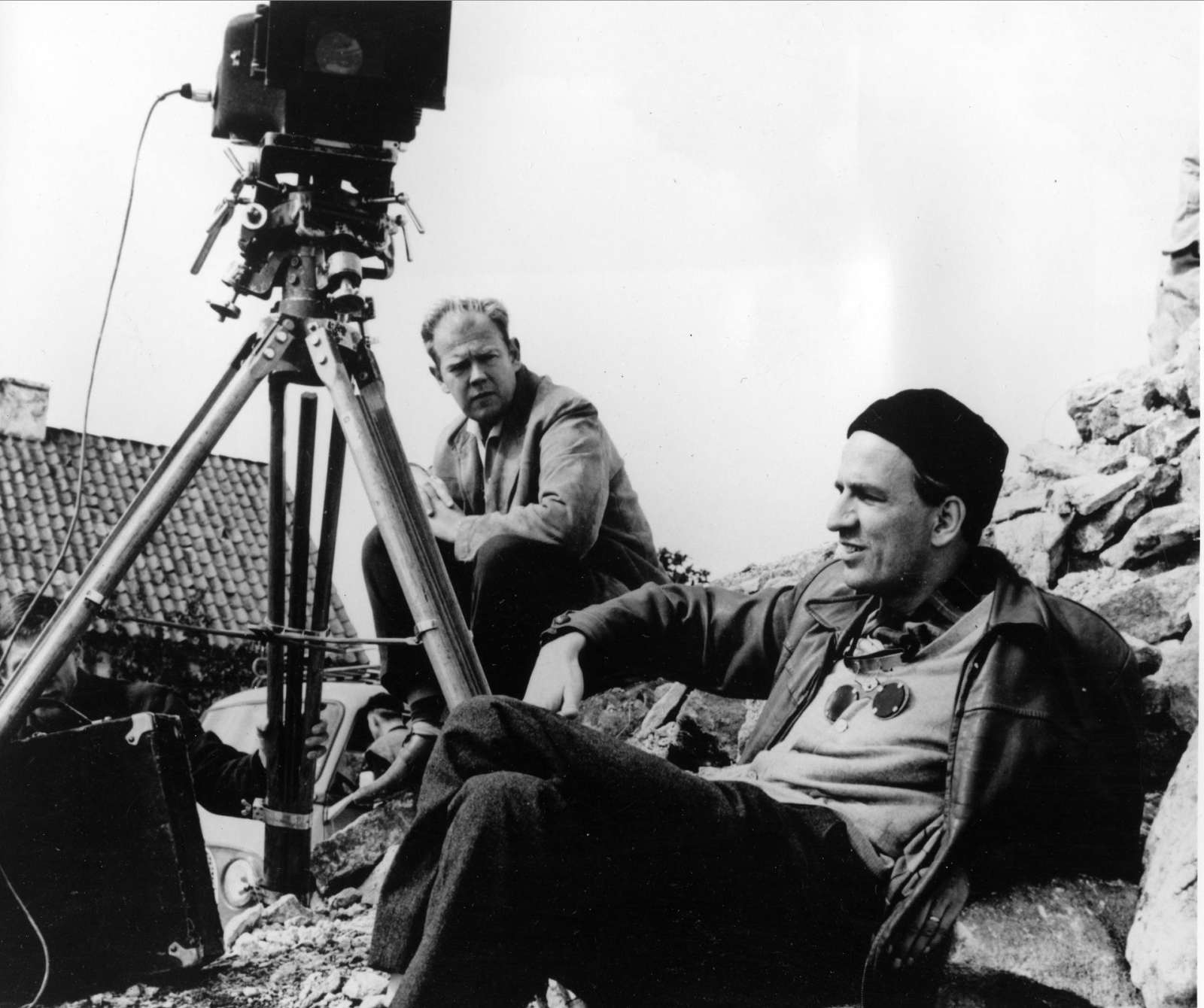
Ingmar Bergman och Sven Nykvist under inspelningen av Såsom i en spegel som vann en Oscar 1961.

Sveriges bidrag till Oscar för bästa internationella långfilm är en lista över de filmer som Sverige sedan 1956 skickat in till Oscarsakademin för att försöka vinna Oscars kategori Bästa internationella långfilm. Fram till 2005 hette kategorin Bästa utländska film och därefter Bästa icke-engelskspråkiga film fram till 2019.

## Översikt
Sedan 2001 utses det svenska bidraget av Guldbaggens nomineringsjury. Innan dess utsågs det av Svenska Filminstitutets styrelse.
Sverige har vunnit en Oscar för Bästa internationella långfilm tre gånger; 1960 för Jungfrukällan, 1961 för Såsom i en spegel, 1983 för Fanny och Alexander. Samtliga är regisserade av Ingmar Bergman. Ibland ses även Pelle Erövraren (1988) av Bille August som en svensk Oscarsvinst eftersom det var en dansk-svensk produktion med flera svenska skådespelare. Det var dock Danmark som skickade in bidraget det året och därför räknas det formellt som en dansk vinst.
16 av de inskickade bidragen har genom åren blivit nominerade. Senast det skedde var 2018 för The Square.
Sedan 2019 presenterar varje års nomineringsjury först tre presumtiva kandidater, och några veckor senare tillkännagörs vilken av kandidatfilmerna som valts till officiellt bidrag.

## Bidragen
| År               | Titel                                              | Regissör                          | Resultat               |
| ---------------- | -------------------------------------------------- | --------------------------------- | ---------------------- |
| Oscarsgalan 1957 | Ratataa                                            | Hasse Ekman                       | Inte nominerad         |
| Oscarsgalan 1958 | Det sjunde inseglet                                | Ingmar Bergman                    | Inte nominerad         |
| Oscarsgalan 1959 | Ansiktet                                           | Ingmar Bergman                    | Inte nominerad         |
| Oscarsgalan 1961 | Jungfrukällan                                      | Ingmar Bergman                    | Vann Oscar             |
| Oscarsgalan 1962 | Såsom i en spegel                                  | Ingmar Bergman                    | Vann Oscar             |
| Oscarsgalan 1963 | Älskarinnan                                        | Vilgot Sjöman                     | Inte nominerad         |
| Oscarsgalan 1964 | Tystnaden                                          | Ingmar Bergman                    | Inte nominerad         |
| Oscarsgalan 1965 | Kvarteret Korpen                                   | Bo Widerberg                      | Nominerad              |
| Oscarsgalan 1966 | Käre John                                          | Lars-Magnus Lindgren              | Nominerad              |
| Oscarsgalan 1967 | Persona                                            | Ingmar Bergman                    | Inte nominerad         |
| Oscarsgalan 1968 | Här har du ditt liv                                | Jan Troell                        | Inte nominerad         |
| Oscarsgalan 1969 | Skammen                                            | Ingmar Bergman                    | Inte nominerad         |
| Oscarsgalan 1970 | Ådalen 31                                          | Bo Widerberg                      | Nominerad              |
| Oscarsgalan 1971 | En kärlekshistoria                                 | Roy Andersson                     | Inte nominerad         |
| Oscarsgalan 1972 | Utvandrarna                                        | Jan Troell                        | Nominerad              |
| Oscarsgalan 1973 | Nybyggarna                                         | Jan Troell                        | Nominerad              |
| Oscarsgalan 1974 | Scener ur ett äktenskap                            | Ingmar Bergman                    | Diskvalificerad        |
| Oscarsgalan 1977 | Mina drömmars stad                                 | Ingvar Skogsberg                  | Inte nominerad         |
| Oscarsgalan 1978 | Mannen på taket                                    | Bo Widerberg                      | Inte nominerad         |
| Oscarsgalan 1980 | Ett anständigt liv                                 | Stefan Jarl                       | Inte nominerad         |
| Oscarsgalan 1981 | Herr Puntila och hans dräng Matti                  | Ralf Långbacka                    | Inte nominerad         |
| Oscarsgalan 1982 | Barnens ö                                          | Kay Pollak                        | Inte nominerad         |
| Oscarsgalan 1983 | Ingenjör Andrées luftfärd                          | Jan Troell                        | Nominerad              |
| Oscarsgalan 1984 | Fanny och Alexander                                | Ingmar Bergman                    | Vann Oscar             |
| Oscarsgalan 1985 | Åke och hans värld                                 | Allan Edwall                      | Inte nominerad         |
| Oscarsgalan 1986 | Ronja Rövardotter                                  | Tage Danielsson                   | Inte nominerad         |
| Oscarsgalan 1987 | Offret                                             | Andrej Tarkovskij                 | Inte nominerad         |
| Oscarsgalan 1988 | Hip Hip Hurra!                                     | Kjell Grede                       | Inte nominerad         |
| Oscarsgalan 1990 | Kvinnorna på taket                                 | Carl-Gustaf Nykvist               | Inte nominerad         |
| Oscarsgalan 1991 | God afton, Herr Wallenberg                         | Kjell Grede                       | Inte nominerad         |
| Oscarsgalan 1992 | Oxen                                               | Sven Nykvist                      | Nominerad              |
| Oscarsgalan 1993 | Änglagård                                          | Colin Nutley                      | Inte nominerad         |
| Oscarsgalan 1994 | Kådisbellan                                        | Åke Sandgren                      | Inte nominerad         |
| Oscarsgalan 1995 | Sista dansen                                       | Colin Nutley                      | Inte nominerad         |
| Oscarsgalan 1996 | Lust och fägring stor                              | Bo Widerberg                      | Nominerad              |
| Oscarsgalan 1997 | Jerusalem                                          | Bille August                      | Inte nominerad         |
| Oscarsgalan 1998 | Tic Tac                                            | Daniel Alfredson                  | Inte nominerad         |
| Oscarsgalan 1999 | Fucking Åmål                                       | Lukas Moodysson                   | Inte nominerad         |
| Oscarsgalan 2000 | Under solen                                        | Colin Nutley                      | Nominerad              |
| Oscarsgalan 2001 | Sånger från andra våningen                         | Roy Andersson                     | Inte nominerad         |
| Oscarsgalan 2002 | Jalla! Jalla!                                      | Josef Fares                       | Inte nominerad         |
| Oscarsgalan 2003 | Lilja 4-ever                                       | Lukas Moodysson                   | Inte nominerad         |
| Oscarsgalan 2004 | Ondskan                                            | Mikael Håfström                   | Nominerad              |
| Oscarsgalan 2005 | Så som i himmelen                                  | Kay Pollak                        | Nominerad              |
| Oscarsgalan 2006 | Zozo                                               | Josef Fares                       | Inte nominerad         |
| Oscarsgalan 2007 | Farväl Falkenberg                                  | Jesper Ganslandt                  | Inte nominerad         |
| Oscarsgalan 2008 | Du levande                                         | Roy Andersson                     | Inte nominerad         |
| Oscarsgalan 2009 | Maria Larssons eviga ögonblick                     | Jan Troell                        | Nådde sista gallringen |
| Oscarsgalan 2010 | De ofrivilliga                                     | Ruben Östlund                     | Inte nominerad         |
| Oscarsgalan 2011 | I rymden finns inga känslor                        | Andreas Öhman                     | Nådde sista gallringen |
| Oscarsgalan 2012 | Svinalängorna                                      | Pernilla August                   | Inte nominerad         |
| Oscarsgalan 2013 | Hypnotisören                                       | Lasse Hallström                   | Inte nominerad         |
| Oscarsgalan 2014 | Äta sova dö                                        | Gabriela Pichler                  | Inte nominerad         |
| Oscarsgalan 2015 | Turist                                             | Ruben Östlund                     | Nådde sista gallringen |
| Oscarsgalan 2016 | En duva satt på en gren och funderade på tillvaron | Roy Andersson                     | Inte nominerad         |
| Oscarsgalan 2017 | En man som heter Ove                               | Hannes Holm                       | Nominerad              |
| Oscarsgalan 2018 | The Square                                         | Ruben Östlund                     | Nominerad              |
| Oscarsgalan 2019 | Gräns                                              | Ali Abbasi                        | Inte nominerad         |
| Oscarsgalan 2020 | And Then We Danced                                 | Levan Akin                        | Inte nominerad         |
| Oscarsgalan 2021 | Charter                                            | Amanda Kernell                    | Inte nominerad         |
| Oscarsgalan 2022 | Tigrar                                             | Ronnie Sandahl                    | Inte nominerad         |
| Oscarsgalan 2023 | Boy from Heaven                                    | Tarik Saleh                       | Nådde sista gallringen |
| Oscarsgalan 2024 | Motståndaren                                       | Milad Alami                       | Inte nominerad         |
| Oscarsgalan 2025 | Den sista resan                                    | Fredrik Wikingsson & Filip Hammar | Inte nominerad         |

## Övriga kandidatfilmer
De filmer som har möjlighet att bli Sveriges bidrag till Oscarsgalan 2026 är Eagles of the Republic, Israel Palestina på svensk tv 1958-1989 och The Dance Club – den 27 august 2025 presenteras vilken av dessa tre som har valts till årets bidrag. 
De filmer som nomineringsjuryn under tidigare år har valts ut som kandidater, men som inte har nått ända fram, inkluderar:
- Till Oscarsgalan 2020: Aniara och Quick[14]
- Till Oscarsgalan 2021: Greta och Om det oändliga[15]
- Till Oscarsgalan 2022: Clara Sola och  Utvandrarna[16]
- Till Oscarsgalan 2023: Jag är Zlatan och Nelly & Nadine[17]
- Till Oscarsgalan 2024: Paradiset brinner och Tillsammans 99[18]
- Till Oscarsgalan 2025: Passage och Syndabocken[19]